# Magnus Montelius
Magnus Montelius, född 5 augusti 1965 i Bromma församling i Stockholm, är en svensk författare och miljörådgivare. Han är utbildad civilingenjör vid Kungliga Tekniska högskolan och har arbetat i Afrika och Latinamerika inom olika Sida-projekt. År 2011 debuterade han som romanförfattare med kriminalromanen Mannen från Albanien.
Magnus Montelius tillhör släkten Montelius från Uppland. Han är bror till författaren Martin Jonols och halvbror till dramatikern Martina Montelius, brorson till skådespelaren Bo Montelius, kusin till regissören Hans Montelius och sonsons son till psalmförfattaren Knut Johan Montelius.